# The Ordeal of Rosetta
The Ordeal of Rosetta er en amerikansk stumfilm fra 1918 af Emile Chautard.

## Medvirkende
- Alice Brady - Rosetta / Lola Gelardi
- Crauford Kent - Aubrey Hapgood
- Ormi Hawley - Ruth Hapgood
- Henry Leone - Gelardi
- Maude Turner Gordon - Hapgood